# Cimbal classic
Cimbal Classic je brněnská kapela hrající hudbu na pomezí folku a world music.

## Složení skupiny
- Dalibor Štrunc – cimbál, zpěv, kapelník a autor části repertoáru
- Kateřina Štruncová – housle, zpěv, zobcová flétna
- Kateřina Kovaříková – viola, mandolína, zpěv
- Jakub Šimáně – kontrabas, baskytara
- Rastislav Kozoň – hoboj a další dřevěné dechové nástroje

## Diskografie
- Čichám člověčinu (1996)
- Vánoce v Rožnově (1997)
- Jaro (1998)
- Vrávorám (1999)
- Prameny (2000)
- Bylo a není (2004)
- Blízká krajina (2006)
- Gazdina roba (2007)
- Vrávorám (2008) – reedice s přidanou datovou stopou (vzpomínky, videa, fotky)
- Malý kousek nad zemí (2009)
- Betlém (2010)